# AFMS-1
Die Artillerie-Funkmeßstation AFMS-1, abgekürzt AFMS-1. war ein in der damaligen Sowjetunion gegen Ende der 1940er Jahre entwickeltes Artillerieaufklärungsradar. Die russische Bezeichnung lautete станция наземной артиллерийской разведки-1, abgekürzt СНАР-1. und bedeutet sinngemäß übersetzt Station zur bodengebundenen Artillerieaufklärung. Das Radargerät diente zur Aufklärung gegnerischer Ziele, der Ermittlung von Zielkoordinaten und zur Führung des eigenen Feuers. Durch die fortschreitende technische Entwicklung schon in den 1950er Jahren überholt, wurde sie durch den Nachfolger AFMS-2 (СНАР-2) abgelöst.

## Entwicklung
Mit Vergrößerung der Reichweite der Artillerie stellte sich schon frühzeitig das Problem der Ermittlung der Zielkoordinaten. Bei Schussweiten von mehr als 10 km war eine zeitnahe optische Aufklärung von Zielen und die ausreichend genaue Ermittlung ihrer Koordinaten nur noch schwer, bei Nacht und schlechter Sicht überhaupt nicht mehr möglich. Mit Schallmessverfahren konnten bereits im Zweiten Weltkrieg gegnerische Artilleriestellungen auch bei Fehlen direkter Sichtverbindungen geortet und ihre Koordinaten ermittelt werden. Der Vorteil dieses Verfahrens liegt darin, dass es sich um ein passives Verfahren handelt, das nicht fernaufklärbar ist. Nachteilig ist die Beschränkung auf eine Reichweite von ungefähr 20 km – die während des Krieges jedoch meist ausreichend war – und die Tatsache, dass mit ihm die Abschüsse gegnerischer Artillerie vermessen werden. Artillerie, die den Feuerkampf noch nicht aufgenommen hat, sowie andere militärische Fahrzeuge können damit nicht aufgeklärt werden. Die während des Zweiten Weltkrieges erreichten Fortschritte auf dem Gebiet der Radartechnik ermöglichten jedoch die Entwicklung leistungsfähiger und kompakter Radargeräte, die zur Artilleriebeobachtung eingesetzt werden konnten. Die SNAR-1 ist das erste sowjetische Radargerät, das für diese Zwecke entwickelt und eingesetzt wurde. Erste Überlegungen zur Nutzung der Radartechnik für diesen Zweck stellte die Hauptverwaltung Artillerie der Sowjetarmee bereits während des Zweiten Weltkrieges an. Im Jahr 1943 wurde das Forschungsinstitut NII-244 (НИИ-244) des Ministeriums für Verteidigung der Sowjetunion mit der Entwicklung einer entsprechenden Station beauftragt. Leiter der Entwicklung war A. A. Raspletin (А. А. Расплетин). Grundsätzlich ist die Nutzung von Radar für die Aufklärung von Bodenzielen problematisch, da bewegliche Ziele vor dem Hintergrund von Festzielen detektiert werden müssen, die eine in der gleichen Größenordnung aufweisende Signalstärke haben. Die Entwicklung der SNAR-1 konnte 1947 abgeschlossen werden, im gleichen Jahr wurde im September und Oktober die staatliche Erprobung durchgeführt. Nach deren erfolgreichen Abschluss wurde die SNAR-1 in die Bewaffnung der Sowjetarmee übernommen.

## Konstruktion

### Aufbau der Station
Das System besteht aus
- dem Gerätefahrzeug
- dem Aggregatewagen ZIS-151 mit Aggregat ALB-8M1-UD2

### Grundsätzliches Zusammenwirken der Elemente des Waffensystems
Das Gerätefahrzeug nimmt im Koffer die wesentlichen elektronischen Baugruppen des Systems und die Antennenanlage auf. Auf dem Aggregatewagen ist das zur Stromversorgung benötigte Elektroaggregat verlastet. Antennen- und Gerätefahrzeug werden miteinander verkabelt.
Grundsätzlich wird die SNAR-1 aus vermessenen Stellungen eingesetzt. Zur Aufklärung wird die Sektorsuche eingesetzt, dabei wird ein Sektor mit einer Breite von 25 bis 28° durchsucht. Die aufgeklärten Ziele werden auf einem Rundsichtgerät dargestellt, auf dem auch elektronisch eine Darstellung der Grenzen des Sektors erzeugt wird. Die Station kann auch im Rundumsuchbetrieb arbeiten. In diesem Verfahren ist anhand bekannter Geländepunkte eine Orientierung der Station möglich. Die zu begleitenden Ziele werden auf einem Sichtgerät dargestellt, mit dessen Hilfe auch Seitenwinkel und Entfernung zum Ziel ermittelt werden. Die berechneten Koordinaten werden fernmündlich und über Funk an die schießenden Batterien übertragen. Das Zielbegleitungs-Sichtgerät dient auch zur Darstellung der Einschläge der eigenen Artillerie und der Vermessung der Ablage. Die ermittelte Ablage wird zur Feuerkorrektur ebenfalls fernmündlich und über Funk an die schießenden Batterien weitergegeben. Für die Übertragung der Informationen sind ein UKW-Funkgerät R109 und zwei Telefonapparate vorhanden.

### Gerätefahrzeug
Das Gerätefahrzeug ist auf Basis des leichten Kettenschleppers AT-L aufgebaut. Anstelle der Pritsche wurde auf das Chassis ein Kofferaufbau gesetzt, der die elektronischen Baugruppen, die Antennenanlage und die Arbeitsplätze der Besatzung aufnimmt. Das Fahrzeug ist insgesamt 8,2 t schwer, 5,52 m lang, 2,20 m breit und 3,07 m hoch. Die Marschgeschwindigkeit liegt bei 30 km/h. Die Besatzung der Station besteht aus insgesamt vier bzw. fünf Soldaten.
Die drehbare Antenne ist auf dem Dach des Fahrzeuges angebracht. Die Antenne formiert einen 0–15 rad breiten Strahl, in der vertikalen Ebene wird der Strahl auf 0–67 rad fokussiert. Bei Sektorsuche und Zielbegleitung wird der Strahl in einem Bereich von 25–28° mit einer Frequenz von 7 bis 11 Hz horizontal geschwenkt.
Die Sende- und Empfangseinheit wird zusammen mit der Antenne horizontal geschwenkt. Der Sender arbeitet mit einem Magnetron im Zentimeterwellenbereich. Ausgesendet werden Impulse mit einer Impulsleistung von 35 bis 65 kW.
Durch die verwendeten Zielbegleitungs-Sichtgerät ist die installierte Radarreichweite auf 26 km begrenzt, obwohl Ziele bis zu einer Entfernung von 40 km aufgeklärt werden könnten. Auf dem Rundsichtgerät werden Seitenwinkel, durchsuchter Sektor und aufgeklärte Ziele dargestellt. Auf dem Zielbegleitungs-Sichtgerät wird ein Bereich von ±90° von der Mittellinie des Sektors dargestellt.
Mit der SNAR-1 können einzelne Soldaten bis auf eine Entfernung von 5 km, Panzer und Kraftfahrzeuge bis auf eine Entfernung von bis zu 16 km und Schiffe in der Größe eines Zerstörers bis auf eine Entfernung von 35 km aufgeklärt werden. Einschläge von Granaten der Kaliber 100 bis 152 sind auf eine Entfernung von 6–9 km an Land und 12 – 17 km auf dem Wasser aufklärbar. Die tote Zone hat einen maximalen Radius von 350 m, in diesem Bereich um die Radarstation können Ziele nicht aufgeklärt werden. Der Fehler in der Entfernungsbestimmung liegt unter 10 m, im Seitenwinkel unter 0–03 rad. Das Auflösungsvermögen liegt bei 35 m in der Entfernung und 0–18 im Azimut.

### Aggregatewagen
Als Aggregatewagen wird ein Lkw SiS-151 genutzt, auf dem neben den Aggregaten auch noch Werkzeuge, Ersatzteile und Zubehör verlastet sind. Neben dem Hauptaggregat ist noch ein Reserveaggregat gleichen Typs vorhanden. Für den Marsch werden die Aggregate auf der Ladefläche verzurrt und für den Einsatz über Schienen herabgelassen. Das Elektroaggregat ALB-8M1-UD2 erzeugt Einphasen – Wechselstrom mit einer Nennspannung von 115 V und einer Frequenz von 425 Hz und Gleichstrom mit einer Spannung von 27,5 V.

## Einsatz

### Einsatzgrundsätze
Die SNAR-1 wurde auf Ebene der Division zur Führung der in Divisionsartilleriegruppen zusammengefassten Artillerie eingesetzt. Dazu war sie in der Struktur den Führungsbatterien des Chefs Artillerie bzw. des Chefs Raketentruppen und Artillerie zugeordnet. Mit der SNAR-1 stand diesem erstmals auch bei Nacht und schlechter Sicht eine zuverlässige und schnelle Methode zur Aufklärung von Zielen und zur Leitung des eigenen Feuers zur Verfügung. Als nachteilig erwies sich jedoch die relativ geringe taktische Beweglichkeit durch Verwendung mehrerer Fahrzeuge und das Fehlen von Störschutzmöglichkeitem.

### Einsatzstaaten
Das System wurde in der Sowjetarmee eingeführt, aber bereits nach kurzer Zeit durch die überarbeiteten SNAR-2 und SNAR-6 ersetzt. Die SNAR-1 wurde auch in einzelne Staaten, wie die DDR, exportiert.

### Einsatz in der DDR
In der Nationalen Volksarmee der DDR wurde die SNAR-1 ab 1956 in geringer Stückzahl eingesetzt. Abweichend vom Ursprungsnamen wählte man die Bezeichnung Artillerie-Funkmeßstation AFMS-1. Auch hier erfolgte schnell die Ablösung durch die AFMS-2, freiwerdende Stationen wurden ausgesondert. Bei Auflösung der NVA 1990 befanden sich keine SNAR-1 mehr im Bestand.